# 메리 (코끼리)

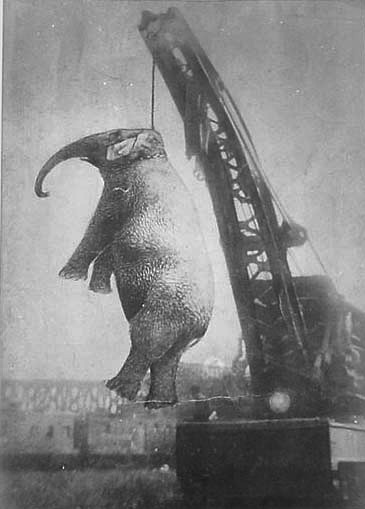
교수형에 처해지는 메리

메리(영어: Mary, 1894년 ~ 1916년 9월 13일)는 미국의 암컷 코끼리이다. 메리의 죽음은 종종 20세기 초기 서커스의 동물 학대의 전형으로 거론되고있다. 메리는 사육사를 숨지게 했다는 이유로 교수형에 처해졌다.
메리가 사육사를 숨지게 한 이유는 사육사가 갈고리와 채찍 등으로 지속적인 학대를 행해 왔기 때문이다.

## 같이 보기
- 동물권
- 동물 학대